# Шлёцер, Август Людвиг
Август Людвиг Шлёцер (нем. August Ludwig (von) Schlözer; 5 июля 1735 или 5 [16] июля 1735, Кирхберг-на-Ягсте, Штутгарт — 9 сентября 1809 или 9 [21] сентября 1809, Гёттинген) — немецкий историк, публицист и статистик, в 1761—1767 годах состоявший на русской службе в Санкт-Петербурге.
Один из авторов так называемой «норманской теории» возникновения русской государственности. Вёл научную полемику с М. В. Ломоносовым, содействовал публикации «Истории Российской» В. Н. Татищева. Вернувшись в Германию, Шлёцер получил место профессора Гёттингенского университета, преподавал историю и статистику. Автор работ по древнерусской грамматике, истории, палеографии. В 1803 году за свои труды на ниве российской истории награждён орденом св. Владимира IV степени и возведён в дворянское достоинство. Работы Шлёцера имели большой научный резонанс в российской историографии второй половины XVIII — XX веков.

## Биография
Родился 5 июля 1735 года в семье пастора Иоганна Георга Фридриха Шлёцера († 1740). Его отец, дед и прадед были протестантскими священнослужителями. Рано лишившись отца, Шлёцер был воспитан пастором Гайгольдом, отцом матери, и им же подготовлен и определён в ближайшую школу в Лангенбурге. Дед вначале готовил его в аптекари, но, ввиду больших способностей внука, решил дать ему более обширное образование и перевёл его в школу в Вертхайме, начальником которой был его зять Шульц. Здесь Шлёцер отличался замечательным прилежанием; под руководством Шульца он изучал Библию, классиков, занимался языками: еврейским, греческим, латинским и французским, а также музыкой, и находил ещё время давать уроки, доставлявшие ему средства на покупку книг.
Достигнув 16 лет, в 1751 году, Шлёцер отправился в известный в то время своим богословским факультетом Виттенбергский университет и стал готовиться к духовному званию. Защитив через три года диссертацию «О жизни Бога» — «De vita Dei», он перешёл в Гёттингенский университет, начинавший тогда приобретать известность своей свободой преподавания. Одним из лучших профессоров был тогда Михаэлис, богослов и филолог, знаток восточных языков, имевший большое влияние на Шлёцера. Здесь Шлёцер стал изучать также географию и языки Востока в рамках подготовки к поездке в Палестину, а также медицину и политику. Для приобретения необходимых на путешествие средств принял в 1755 году предложенное ему место учителя в шведском семействе в Стокгольме.
Занимаясь преподаванием, Шлёцер сам стал изучать готский, исландский, лапландский и польский языки. В Стокгольме же он издал первый свой учёный труд «История просвещения в Швеции» (Neueste Geschichte der Gelehrsamkeit in Schweden. — Rostock und Wismar. 1756—1760), а затем «Опыт всеобщей истории мореплавания и торговли с древнейших времен» (Farfök til en allman Historia am Handel och Sjöfart. Stockholm. 1758) на шведском языке, которая остановилась на истории финикийцев. Желая практически познакомиться с торговлей и найти между богатыми купцами лицо, которое доставило бы ему средства для путешествия на Восток, Шлёцер поехал в 1759 году в Любек. Поездка была безуспешна; в том же году он возвратился в Геттинген и занялся изучением естествознания, медицины, метафизики, этики, математики, статистики, политики, Моисеева законодательства и наук юридических. Такое обширное и разностороннее образование развивало в Шлёцере критическое направление ума.

### В России
В 1761 году по приглашению Ф. И. Миллера приехал в Россию и занял место домашнего учителя и помощника его в исторических трудах с жалованием 100 руб. в год. В 1761—1767 годах работал в Императорской Академии наук, адъюнкт с 1762 года, с 1764 года — ординарный академик, с 1765 ординарный профессор академического университета по русской истории. Почётный член Академии наук (1769) и Общества истории и древностей российских (1804).
Шлёцер поставил себе три задачи: изучить русский язык, помогать Миллеру в его «Sammlung Russischer Geschichte» и заняться изучением русских исторических источников, для чего познакомился с церковнославянским языком. Скоро у него начались несогласия с Миллером. Шлёцер не мог удовольствоваться скромной ролью, которую ему ставил Миллер, и ушёл от него, и через Тауберта сделан был адъюнктом академии на неопределённое время. Шлёцер увлёкся летописями, но многое ему было непонятно. Случайно Тауберт нашёл рукописный немецкий перевод полного списка летописи, сделанный учёным А.-Б. Селлием, и Шлёцер занялся извлечениями из неё. Здесь он заметил связь летописного рассказа с византийскими источниками и стал изучать Георгия Пахимера, Константина Багрянородного, но так как оказалось, что одними византийскими источниками всего объяснить нельзя, то он стал заниматься славянским языком и по этому поводу высказал такой взгляд: «кто не знаком с греческим и славянским языками и хочет заниматься летописями, тот чудак, похожий на того, кто стал бы объяснять Плиния, не зная естественной истории и технологии».
В 1764 году Шлёцер, которому не нравилась перспектива быть ординарным академиком русским с 860 руб. жалованья, на что только он и мог рассчитывать, решил уехать в Германию, и там издать свои «Rossica» — извлечения из источников; для этой цели Шлёцер просит 3-годичный отпуск и предлагает в свою очередь два плана занятий:
- I-й. Мысли о способе обработки русской истории; мысли эти следующие: русской истории пока нет, но она может быть создана им, Шлёцером. Для этого нужны: 1) studium monumentorum domesticorum, то есть изучение русских летописей: а) критическое (малая критика: собирание и сверка их для получения более верного текста), б) грамматическое, так как язык летописи во многих местах не ясен, в) историческое — сравнение летописей по содержанию друг с другом для того, чтобы отметить особенности и вставки в них и в других исторических сочинениях; 2) studium monumentorum extrariorum, изучение иностранных источников, главным образом, хроник: польских, венгерских, шведских, особенно византийских и монголо-татарских, даже немецких, французских и папских, так как, начиная с X в., в них есть сведения о России. Критическое изучение должно вестись по следующему методу: 1) все рукописи должны получить своё имя и быть описаны «дипломатически», 2) историю разделить на отделы, лучше по великим князьям, и для каждого отдела составить особую книгу, в которую занести все сравнения, объяснения, дополнения и противоречия из русских и иностранных источников.
- II-ой план Шлёцера касался распространения образования среди русского общества. Русская академия наук, — говорит он, — с 1726 г. по 1736 г. издала несколько хороших учебников, но с 1736 по 1764 г. она ничего не делала. Шлёцер предлагает издать ряд популярных сочинений на легком русском языке.

Проекты его встретили противодействие со стороны академии, особенно Ломоносова и Миллера. Последний опасался, что Шлёцер за границей издаст собранный материал и что обвинение, как это незадолго перед этим случилось, падёт на него. В это дело вмешалась императрица, которая предложила Шлёцеру заниматься русской историей под её покровительством со званием ординарного академика и 860 руб. жалованья и разрешила выдать ему заграничный паспорт. По возвращении в Геттинген Шлёцер продолжал заниматься с русскими студентами, приезжавшими туда, но продолжать службу при тогдашних порядках в академии не согласился. Шлёцер уехал в Гёттинген и больше не возвращался, хотя срок его контракта истекал в 1770 году. В Гёттингене он издал в 1769 году подробный лист летописей под заглавием «Annales Russici slavonice et latine cum varietate lectionis ex codd. X. Lib. I usque ad annum 879». Другие работы его по истории России: «Das neue veränderte Russland» (1767—1771); «Geschichte von Lithauen» (1872); «Allgem. Nord. Geschichte» (1772) и др.
В 1770 г. Шлёцер делает попытку завязать снова отношения с академией, главным образом из финансовых побуждений, но из этого ничего не вышло. По возвращении из России Шлёцер занимает кафедру ординарного профессора философии в Гёттингене, затем, в 1772 году, после смерти основателя гёттингенской статистической школы Готфрида Ахенваля — его кафедру истории и статистики, а в 1787 году — кафедру политики. Но и в Геттингене Шлёцер следил за ходом исторической науки в России, и, когда в ней опять выступили молохи и скифы, престарелый Шлёцер снова берётся за русскую историю и пишет своего «Нестора» (1802—1809), которого переводчик на русский язык посвящает императору Александру I. Жизнь его в Гёттингене посвящена была работам над статистикой, политикой и публицистической деятельности. Поэтому деятельность Шлёцера можно разбить на следующие отделы: 1) история вообще и в частности история русская; 2) статистика и публицистика.

## Семья
- Отец: пастор Иоганн Георг Фридрих Шлёцер (? — 1740).
- Жена: дочь «профессора акушерского искусства» Иоганна Георга Рёдерера[нем.] Каролина Фридерика.
- Дети:
  - Доротея (1770—1825) — первая женщина в Германии, получившая степень доктора философии;
  - Христиан (1774—1831) — юрист, экономист;
  - Карл (1780—1859) — предприниматель, композитор, русский консул в Любеке.

## Шлёцер как историк

### Общеисторические взгляды
До Шлёцера история была предметом чистой учёности, делом кабинетного учёного, далёким от действительной жизни. Шлёцер первый понял историю как изучение государственной, культурной и религиозной жизни, первый сблизил её со статистикой, политикой, географией и т. д. «История без политики даёт только хроники монастырские да dissertationes criticas». Wessendonck в своей «Die Begründung der neueren deutschen Geschichtsschreibung durch Gatterer und Schlözer» говорит, что Шлёцер сделал в Германии для истории то, что сделали Болинброк в Англии и Вольтер во Франции.
До Шлёцера единственной идеей, связующей исторический материал, была богословская идея 4-х монархий Даниилова пророчества, причём вся история Европы помещалась в 4-ю (Римскую) монархию; к этому надо ещё прибавить патриотическую тенденцию, под влиянием которой факты подвергались сильному искажению. В этот хаос Шлёцер ввёл две новые, правда, переходного характера идеи: идею всемирной истории (историософскую) и идею исторической критики (методологическую).
Идея всемирной истории заставляла изучать одинаково все народы мира, не отдавая предпочтения евреям, или грекам, или кому-нибудь другому; она же уничтожала национальное пристрастие: национальность только материал, над которым работает законодатель и совершается исторический ход. Шлёцер не обратил должного внимания на субъективные элементы национальности как возможный объект научно-психологического исследования, но это объясняется его сугубо рационалистическим мировоззрением.
Идея исторической критики была особенно благотворна для того времени, когда из благоговения к классическим авторам историк не мог усомниться ни в одном факте их рассказа. По Шлёцеру, историк должен разбирать не повествование древнего автора, а источник его, и от степени серьёзности этого источника отвергать сообщаемые повествователем факты или признавать их. Восстановление фактов — вот задача историка.
Ход разработки исторического материала Шлёцер рисовал себе в постепенном появлении историков трёх типов, которые сменяют один другого. Это, во-первых, историк-собиратель (Geschichtsammler), собирающий материалы и располагающий их в системе, удобной для исследования. Когда эта работа проделана, на смену является историк-исследователь (Geschichtsforscher), который подвергает собранные материалы всесторонней критической проверке; прежде всего он должен проверить подлинность материала (низшая критика), затем оценить достоверность известий (высшая критика). Третий, высший этап развития исторической науки представляет историк-повествователь (Geschichtserzähler), который на основании критически проверенного материала изложит исторические факты в цельном рассказе. Для историка третьего типа, по Шлёцеру, ещё не наступило время.
С такими взглядами Шлёцер приехал в Россию и занялся русской историей. Он пришёл в ужас от тогдашних русских историков: «о таких историках иностранец не имеет даже понятия!» Особенно резко выступил Шлёцер против искажения истории с патриотической целью. «Первый закон истории — не говорить ничего ложного. Лучше не знать, чем быть обманутым». В этом отношении Шлёцеру пришлось вынести большую борьбу с приверженцами противоположного взгляда. Особенно резко их противоречие в вопросе о характере русской жизни на заре истории. По Ломоносову и другим, Россия уже тогда выступает страной культурной.

### Представления о русском летописании
Шлёцер с самого начала встал на ложную дорогу. Заметив грубые искажения географических названий в одном из списков летописи и более правильное начертание в другом, Шлёцер выдвинул гипотезу об искажении летописного текста переписчиками и сделал вывод о необходимости восстановить первоначальный «чистый» текст летописи. Этот чистый текст есть летопись Нестора. Если собрать все рукописи, то путём сличения и критики можно будет собрать disiecti membra Nestoris. Этого взгляда Шлёцер держится всю жизнь, пока в своём «Несторе» не замечает, что что-то неладно. В целом выдвинутый Шлёцером проект критической обработки летописей оказался неисполнимым. Главным препятствием был недостаток фактического материала: знакомство лишь с единичными летописными списками и полное незнание Шлёцером ранних древнерусских актов (он думал, что 1-й акт относится ко времени Андрея Боголюбского), главным образом, вследствие размолвки Шлёцера с Миллером.

### Представления о развитии русской государственности
Во взгляде на общий ход исторического развития России Шлёцер не идёт дальше своих предшественников: он заимствует его у Татищева. Шлёцер писал: «Свободным выбором в лице Рюрика основано государство. Полтораста лет прошло, пока оно получило некоторую прочность; судьба послала ему 7 правителей, каждый из которых содействовал развитию молодого государства и при которых оно достигло могущества… Но… разделы Владимировы и Ярославовы низвергли его в прежнюю слабость, так что в конце концов оно сделалось добычей татарских орд… Больше 200 лет томилось оно под игом варваров. Наконец явился великий человек, который отомстил за Север, освободил свой подавленный народ и страх своего оружия распространил до столиц своих тиранов. Тогда восстало государство, поклонявшееся прежде ханам; в творческих руках Ивана создалась могучая монархия».
Сообразно с этими взглядами Шлёцер делит русскую историю на 4 периода:
- R. nascens («Россия зарождающаяся»), 862—1015
- R. divisa («Россия раздробленная»), 1015—1216
- R. oppressa («Россия под игом»), 1216—1462
- R. victrix («Россия торжествующая»), 1462—1762

### Историко-этнографические взгляды
Вместо прежней классификации народов России, основанной на произвольном толковании слов по созвучию или смыслу, Шлёцер дал свою, основанную на языке.

## Шлёцер как статистик и публицист
Шлёцер — самый выдающийся представитель гёттингенской статистической школы. Свой взгляд на государствоведение и статистику как науку он в значительной степени заимствовал у Ахенваля. Понимая статистику как отдельную научную дисциплину, он в то же время рассматривал её как часть политики; эти две области, по его мнению, находятся в такой же связи, как, например, знание человеческого тела с искусством лечить. Для расположения статистических материалов при разработке их он следует формуле: vires unitae agunt. Эти vires — люди, области, продукты, деньги, находящиеся в обращении, — суть создание государственного устройства; применение соединённых сил этих осуществляется администрацией.
Шлёцеру принадлежит изречение: «История — это статистика в движении, статистика — это неподвижная история». Он стремился при статистической разработке факторов государствоведения найти причинную зависимость между ними на основании изучения социальных и экономических данных прошлого отдельных стран. Таким образом, он стремился воссоздать картину нравственного благосостояния людей, параллельно с описанием материальных условий их жизни. От истории как науки он требовал, чтобы ею принимались во внимание не только политические и дипломатические события, но и факты экономического порядка.
Понимая, что статистика не может обойтись без цифр, Шлёцер был врагом так называемых «рабов таблиц».
Шлёцер выразил оригинальные взгляды по вопросу о колонизации, при которой требовал принимать в соображение при обсуждении мер для поощрения или для задержания переселения способ обработки земли, условия для жизни, статистику посевов и урожаев. Стремление государства увеличить народонаселение должно идти рука об руку со стремлением расширить и облегчить способы пропитания, так как «хлеб всегда создаст людей, а не наоборот».
Более 10 лет Шлёцер пользовался громадной известностью как публицист и издатель статистического журнала «Staatsanzeigen». Долго и упорно возобновлял он пропаганду английского Habeas corpus act, считая, что все государства материка должны были ввести его у себя. Он также опубликовал в журнале статистику военных расходов разных стран, считая, что это покажет населению вред войны (недоступная ссылка).

## Оценки современников
Ф. И. Круг и И. Лелевель критически отнеслись к публикации работы Шлёцера «Нестор. Древнерусские летописи на древнеславянском языке, сличённые, переведённые и объяснённые». Круг в «Геттингенских учёных ведомостях» от 11 октября 1806 года указал на явные противоречия высказываний в работе Шлёцера и сделал попытку исправить все хронологические ошибки и неправильное толкование Шлёцером некоторых греческих терминов.
Историк Н. А. Иванов в своей работе «Общее понятие о хронографах» критически оценил публикации Шлёцера, написав, что «разноречия Шлёцера скорее затмевают, чем уясняют спорное дело о начале, развитии и зарактере наших летописей». В «Несторе» критике историка подверглись откровенные «выпады» Шлёцера в сторону некоторых исследователей.

Теперь же органичусь лишь замечанием, что Шлёцер неудовлетворительно решил вопрос о развитии отечественного бытописания. Перечитывая введение к знаменитому его творению, недоумеваю, что подумать. Так ли критика, современная ему, рассматривала писателей классической древности?
— Н. А. Иванов
Историки А. Е. Пресняков и А. З. Зиновьев высоко оценили вклад Шлёцера в критический подход к исследованию летописей, признавая в нём значительного после Миллера историка-источниковеда.
Историк и методолог А. С. Лаппо-Данилевский, разделяя научные работы первого периода отечественной историографии с точки зрения высшей и низшей критики, отнёс деятельность А. Л. Шлёцера к последней.

## Сочинения
- Russische Sprachlere (1764—1765):

1. Русская грамматика. Ч.I—II. С предисловием С. К. Булича. Издание Отделения русского языка и словесности (ОРЯС) Императорской академии наук. СПб., 1904.. /Публикация немецкого оригинала с предисловием С. К. Булича.
2. Русский перевод «Русской грамматики» в издании В. Ф. Кеневича Общественная и частная жизнь Августа Людвига Шлецера, им самим описанная: Пребывание и служба в России, от 1761 до 1765 г.; известия о тогдашней русской литературе. Перевод с немецкого с примечаниями и приложениями В. Кеневича. Сборник Отделения русского языка и словесности Императорской академии наук, т. XIII. СПб., 1875. С.419—451.

- «Versuch einer allgemeinen Geschichte der Handlung und Seefart in den ältesten Zeiten» (Росток, 1761);
- «Systema politices» (Геттинген, 1773);
- «Briefwechsel meist historischen und politischen Inhalts» (1776—1782);
- «Historische Untersuchungen über Russlands Reichsgrundgesetze» (Гота, 1776);
- «Entwurf zu einem Reisecollegium nebst einer Anzeige des Zeitungskollegii» (1777);
- «Nähere Anzeige des sogenannten Zeitungscollegii» (1791);
- «Staatsanzeigen als Fortsetzung des Briefwechsels» (1782—93);
- «Staatsgelartheit nach ihren Haupteilen in Auszug und Zusammenhang» (Геттинген, 1793—1804). В переводе с немецкого О. Б. Шейнина частично опубликовано как «Теория статистики с мыслями об изучении политики вообще» (Берлин, 2016) Архивная копия от 11 апреля 2017 на Wayback Machine;
- «Kritische Sammlung zur Geschichte der Deutschen in Siebenbürgen» (1795—97).
- «Несторъ. Russische Annalen in ihrer Slavonischen GrundSprache: verglichen, von SchreibFelern und Interpolationen möglich gereinigt, erklärt, und übersetzt, von August Ludwig von Schlözer, Hofrath und Professor der StatsWissenschaften in Göttingen, des Kaiserl[ichen] Russischen Ordens des heil[igen] Wladimirs 4ter Klasse Ritter» (Göttingen: bei Heinrich Dieterich, 1802—1805, Teile 1—4; von Vandenhoek und Ruprecht, 1809, Teil 5; заголовок в разных томах несколько различается); в русском переводе «Нестор. Русские летописи на древнеславянском языке, сличенные, переведенные и объясненные А. Шлёцером Архивная копия от 4 марта 2016 на Wayback Machine» (Спб., 1809).
- Кроме того, издал работу Ахенваля: «Staatsverfassung der europäischen Reiche im Grundrisse» (Геттинген, 1784)